# 500 lire "Lorenzo il Magnifico"
Nel 1992, in occasione del V centenario della morte di Lorenzo il Magnifico è stata coniata dalla Zecca di Roma una moneta commemorativa in argento del valore nominale di 500 lire.

## Dati tecnici
Al dritto al centro è ritratto Lorenzo de' Medici, in mezzobusto a tre quarti, in giro è scritto "REPUBBLICA ITALIANA" mentre la firma dell'autore ETTORE LORENZO FRAPICCINI si trova in basso lungo il bordo.
Al rovescio sullo sfondo è riportato il Giglio, mentre poco a destra dell'asse si trova la torre di Palazzo della Signoria, entrambi simboli di Firenze. Sempre a destra, più in basso, sono rappresentati un libro ed una tavolozza, simboli delle arti. A destra in alto, invece, sono riportate, su tre righe, le date 1492-1992 e l'indicazione del valore; il segno di zecca R è indicato a sinistra; sullo sfondo è disegnato un pallone da calcio che diviene immagine del globo terrestre. In giro in alto è scritta la citazione "PERCHÉ LO ESEMPIO AL POPOL MOLTO VALE", mentre in basso lungo il bordo sta il nome "LORENZO DE' MEDICI".
Nel contorno: "R. I." fra stelle e fronda di lauro per tre volte in rilievo
Il diametro è di 32 mm, il peso: 15 g e il titolo è di 835/1000. La moneta è presentata nelle due versioni fior di conio e fondo specchio, rispettivamente tirate in 50.000 e 11.000 esemplari.